# Supercopa d'Europa de futbol 1988
La Supercopa d'Europa de futbol 1988 es va disputar entre els campions de la Copa d'Europa 1987–88, el PSV Eindhoven, i els guanyadors de la Recopa d'Europa 1987-88, el KV Mechelen, amb victòria pel KV Mechelen per 3–1 en el resultat global.

## Detalls del partit

### Anada
| KV Mechelen                    | 3–0     | PSV Eindhoven |
| ------------------------------ | ------- | ------------- |
| Bosman 16', 50' · De Wilde 17' | Informe |               |

### Tornada
| PSV Eindhoven | 1–0     | KV Mechelen |
| ------------- | ------- | ----------- |
| Gillhaus 78'  | Informe |             |

El KV Mechelen va guanyar 3–1 en el global de l'eliminatòria.
| Supercopa d'Europa 1988  |
| ------------------------ |
| Bèlgica                  |
| KV Mechelen Primer títol |